# Boom latinoamericano

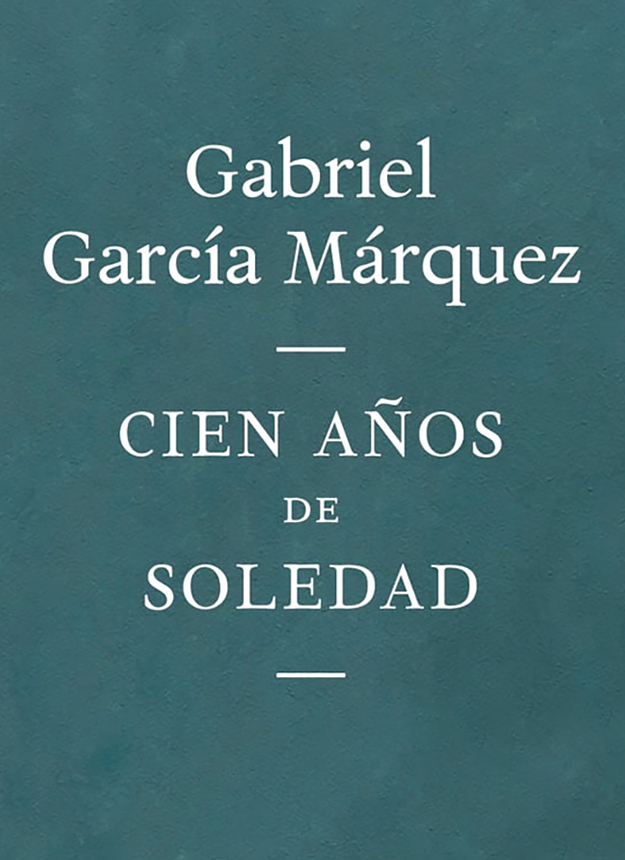
Portada de Cien años de soledad (1967), de Gabriel García Márquez.

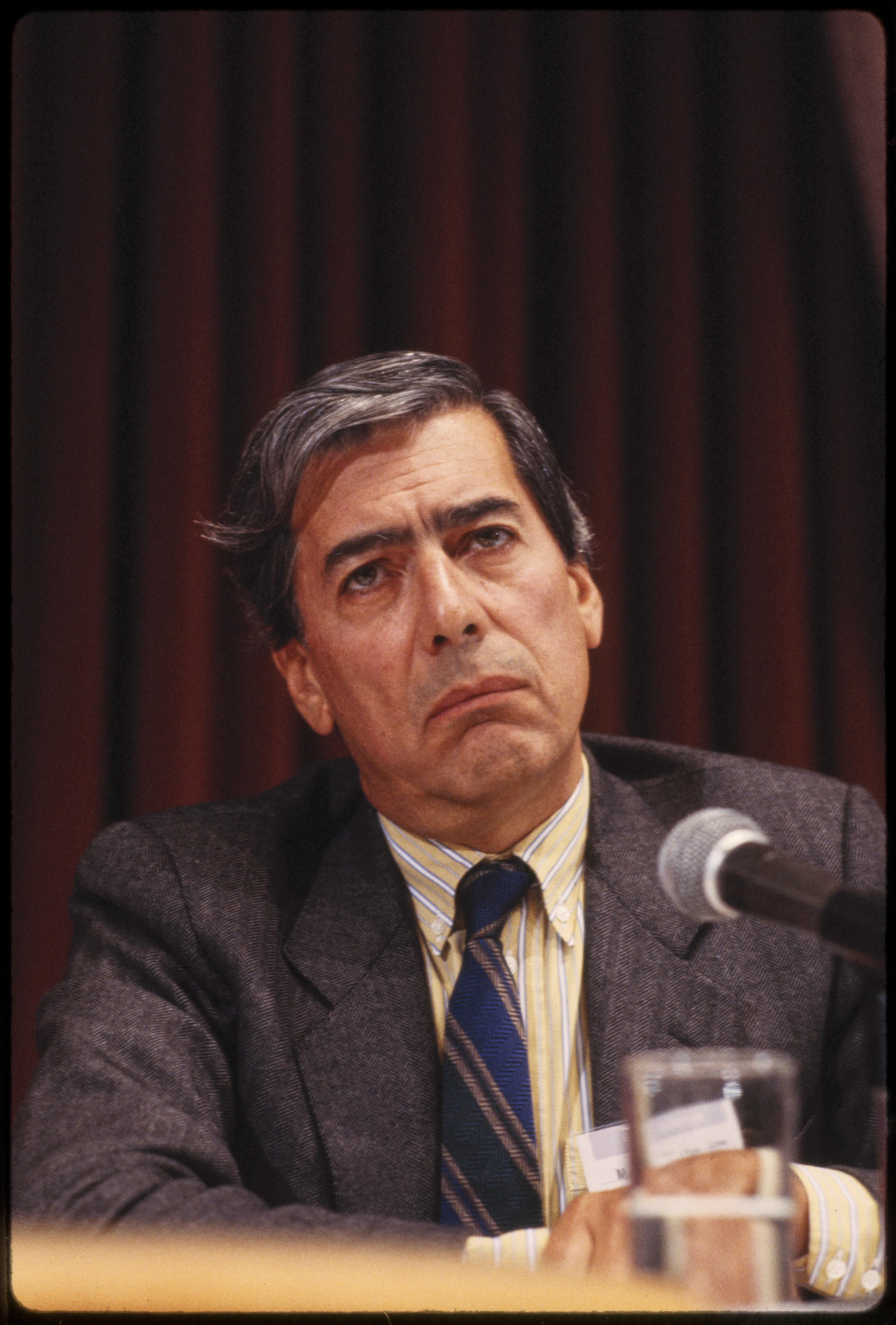
Mario Vargas Llosa, autor de La ciudad y los perros (1962).

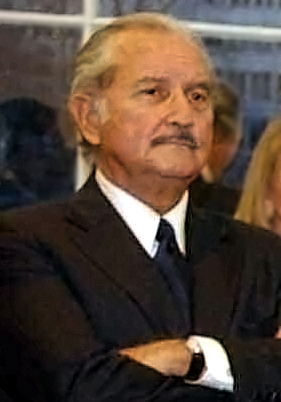
Carlos Fuentes, autor de Aura (1962)

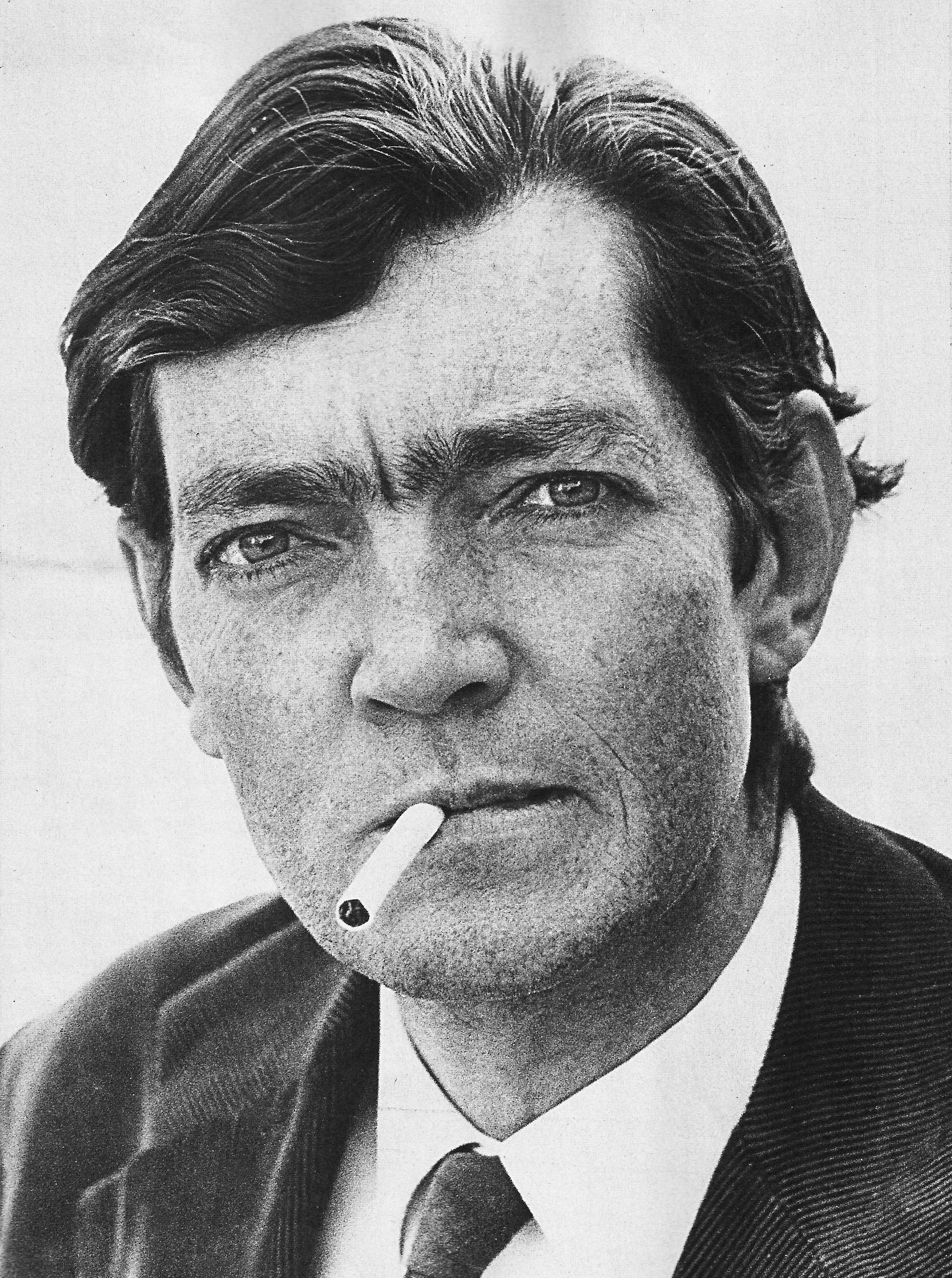
Julio Cortázar, autor de Rayuela (1963)

El boom latinoamericano fue un fenómeno literario, editorial, cultural y social que surgió entre los años 1960 y 1970, cuando las obras de un grupo de novelistas latinoamericanos relativamente jóvenes fueron ampliamente distribuidas en Europa y en todo el mundo. El boom se relaciona en particular con el argentino Julio Cortázar, el mexicano Carlos Fuentes, el colombiano Gabriel García Márquez y el peruano Mario Vargas Llosa. La correspondencia entre estos cuatro autores se reunió en su primer volumen conjunto: Las cartas del Boom (2023). El momento clave del boom se sitúa en 1967, con el éxito mundial de la novela Cien años de soledad, de García Márquez, y la atribución del Premio Nobel de Literatura al guatemalteco Miguel Ángel Asturias. Posteriormente otros dos de estos autores obtuvieron el galardón: García Márquez en 1982 y Vargas Llosa en 2010.
Según Ángel Rama y otros estudiosos, aunque estos escritores representan comercialmente el boom en sí mismo, autores anteriores —como el argentino Jorge Luis Borges, el uruguayo Juan Carlos Onetti o el mexicano Juan Rulfo— habían emprendido una renovación de la escritura literaria en la primera mitad del siglo XX. Por otra parte, se extendió el apelativo boom a todo autor de calidad de los años 1960 y 1970 una vez el impacto de los cuatro principales aumentó el interés por la literatura latinoamericana en el mundo entero.
Estos icónicos escritores desafiaron las convenciones establecidas de la literatura latinoamericana. Su trabajo es experimental y, debido al clima político de la América Latina de la década de 1960, también muy político. El crítico Gerald Martin ha escrito: «No es una exageración afirmar que el sur del continente fue conocido por dos cosas por encima de todas las demás en la década de 1960; estas fueron, en primer lugar, la Revolución cubana y su impacto tanto en América Latina como en el tercer mundo en general; y en segundo lugar, el auge de la literatura latinoamericana, cuyo ascenso y caída coincidieron con el auge y caída de las percepciones liberales de Cuba entre 1959 y 1971».
El éxito repentino de los autores del boom fue en gran parte debido al hecho de que sus obras se encuentran entre las primeras novelas de América Latina que se publicaron en Europa, concretamente por las editoriales españolas en Barcelona. De hecho, según Frederick M. Nunn, «los novelistas latinoamericanos se hicieron mundialmente famosos a través de sus escritos y su defensa de la acción política y social, y porque muchos de ellos tuvieron la fortuna de llegar a los mercados y los auditorios de más allá de América Latina a través de la traducción y los viajes y, a veces, a través del exilio y el apartamiento».
Por su parte, el escritor chileno José Donoso sostiene en su Historia personal del boom (1972) una definición que excluye al gran público y la sanción favorable de la crítica para poner el acento en un restringido pero heterogéneo grupo de obras publicadas en la década de 1960 que dan simultánea idea de generación o movimiento y de arte poética: «Había irrumpido una docena de novelas que eran por lo menos notables, poblando un espacio antes desierto».

## Precursores delboomlatinoamericano
Son aquellos escritores que forjaron la nueva narrativa latinoamericana incursionando en «lo real maravilloso», los cuentos fantásticos, metafísicos y psicológicos, y  en la crítica de la realidad social. Debido a que se entiende al boom como un suceso sin inicio ni fin cronológico definido, tampoco existe una lista definitiva de sus integrantes o precursores, por lo que la siguiente es solamente referencial.
- Argentina: Ernesto Sabato, Leopoldo Marechal, Adolfo Bioy Casares, Silvina Ocampo y Jorge Luis Borges.
- Brasil: Mário de Andrade, Jorge Amado, João Guimarães Rosa.
- Bolivia: Marcelo Quiroga Santa Cruz
- Chile: María Luisa Bombal.
- Cuba: Alejo Carpentier.
- Guatemala: Miguel Ángel Asturias.
- México: Agustín Yáñez, Juan Rulfo.
- Uruguay:  Felisberto Hernández, Juan Carlos Onetti.

## Contexto histórico

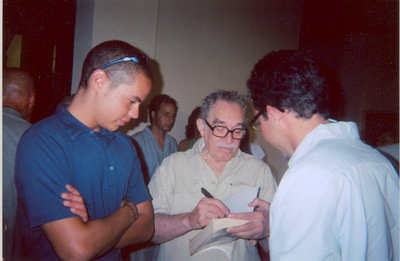
Gabriel García Márquez, uno de los principales protagonistas del boom de la literatura latinoamericana, firmando un autógrafo.

La década de 1960 se caracterizó por una gran agitación social en toda América Latina, en un clima político, económico y diplomático fuertemente influido por el dinamismo de la Guerra Fría. Estas condiciones sirvieron de base para el trabajo de los escritores del boom, y definieron el contexto en el que sus ideas, a veces radicales, tenían que funcionar. El triunfo de la Revolución cubana en 1959 y el intento frustrado de Estados Unidos de invadir la isla caribeña a través de la bahía de Cochinos pueden considerarse como el inicio de este período. La vulnerabilidad de Cuba la llevó a estrechar lazos con la URSS, lo que dio lugar a la crisis de los misiles en 1962, situación en que los estadounidenses y los soviéticos estuvieron más cerca que nunca de la guerra nuclear. Por otra parte, en las décadas de 1960 y 1970, los regímenes militares dictatoriales predominaron en los países de la región. Por ejemplo, el 3 de octubre de 1968, el general peruano Juan Velasco Alvarado, que encabezaría un Gobierno de índole izquierdista, expulsó del poder al presidente constitucional Fernando Belaúnde Terry; mientras que el 11 de septiembre de 1973, Salvador Allende, el primer presidente socialista democráticamente elegido en el mundo, fue derrocado y reemplazado por el general Augusto Pinochet, que habría de gobernar Chile con el apoyo de la derecha y de los EE. UU. hasta el final de la década de 1980. Algunos de estos gobiernos cooperaron entre sí en la ejecución del plan estadounidense llamado Operación Cóndor, que permitía «disponer libremente de los órganos de Gobierno» para capturar a opositores políticos, quienes eran torturados o, incluso, eliminados.
En el período comprendido entre 1950 y 1975 se produjeron cambios importantes en la forma en que la historia y la literatura se planteaban en términos de interpretación y escritura. También se produjo un cambio en la percepción del español por los novelistas estadounidenses. El desarrollo de las ciudades, la mayoría de edad de una clase media grande, la Revolución cubana, la Alianza para el Progreso, el aumento en la comunicación entre los países de América Latina y una mayor atención a América por parte de los Estados Unidos y Europa contribuyeron a este cambio. El triunfo de la Revolución cubana y su consolidación a pesar de sendas invasiones desde EE. UU. aceleraron un cambio en la política cultural de EE. UU. hacia América Latina, lo cual devino en la llamada Alianza para el Progreso, por la cual EE. UU. se vio forzado a incluir y reconocer a Latinoamérica en el plano internacional.
Los acontecimientos políticos más importantes de la época fueron la caída en 1955 del general Juan Domingo Perón en Argentina a manos de la derecha proestadounidense, el triunfo de la Revolución Cubana en 1959, el golpe que derrocó a Allende en Chile en 1973, la lucha violenta y prolongada de la guerrilla urbana, brutalmente reprimida por las dictaduras en Argentina y Uruguay y la violencia sin fin en Colombia. Dentro de este convulsionado período, se ven afectados los escritores tal como se evidencia en sus explicaciones o testimonios.
La mayor atención prestada a los novelistas latinoamericanos y su éxito internacional en la década de 1960, fue el fenómeno que se conoció como el boom. Lo que principalmente centró la atención del mundo sobre América Latina fue el triunfo de la Revolución cubana en 1959, que prometía una nueva era. El período de euforia por dicho acontecimiento se puede considerar como concluido cuando el 20 de marzo de 1971 el gobierno de Cuba endureció su política de partido y el poeta Heberto Padilla fue detenido a raíz del recital de poesía dado en la Unión de Escritores, donde leyó «Provocaciones». Padilla fue arrestado junto con la poetisa Belkis Cuza Malé, su esposa desde 1967. Ambos fueron acusados por el Departamento de Seguridad del Estado de «actividades subversivas» contra el gobierno cubano. Su encarcelamiento provocó una reacción en todo el mundo, con las consiguientes protestas de conocidos intelectuales entre los que figuraron varios escritores del hoy denominado boom latinoamericano. El furor sobre el caso Padilla puso fin a la afinidad entre los intelectuales latinoamericanos y el mito de inspiración cubana. El caso Padilla es considerado por algunos como el comienzo del fin del auge del boom latinoamericano.

## Influencias literarias
El auge de la literatura latinoamericana comenzó con los escritores José Martí, Rubén Darío, Jorge Isaacs y José Asunción Silva, cuyas obras presentan desviaciones modernistas con respecto a los cánones literarios del Viejo Continente. Los escritores modernistas europeos como James Joyce también influyeron en los novelistas del boom, al igual que los escritores latinoamericanos del movimiento de Vanguardia. Elizabeth Coonrod Martínez sostiene que los escritores de la vanguardia y sus novelas de carácter innovador y desafiante fueron los «verdaderos precursores» del boom.
Con el éxito del boom, las obras de una generación anterior de escritores fueron asequibles para un público nuevo y ampliado. Estos precursores fueron Jorge Luis Borges, Miguel Ángel Asturias, Alejo Carpentier, Juan Carlos Onetti, Juan Rulfo y Arturo Uslar Pietri.

## Orígenes
Aunque la mayoría de los críticos coinciden en que el boom comenzó en algún momento de 1960, hay cierto desacuerdo en cuanto a la obra que debe ser considerada como la primera novela del boom. Para algunos (como Alfred McAdam) sería Rayuela, de Julio Cortázar (1963), mientras que otros prefieren La ciudad y los perros de Vargas Llosa, que ganó el Premio Biblioteca Breve en 1962. Fernando Alegría considera a Hijo de hombre de Augusto Roa Bastos (que fue publicada en 1960) como la obra inaugural del boom, aunque, como señala Shaw, podríamos remontarnos a 1949 con Hombres de maíz de Miguel Ángel Asturias.
Otra variante es la articulada por Randolph D. Pope: «La historia del auge podría empezar cronológicamente con El señor Presidente de Miguel Ángel Asturias (publicada en 1946, pero empezada en 1922). Otro punto de partida podría ser El túnel de Ernesto Sabato (1948) o El pozo de Juan Carlos Onetti (1939). O yendo aún más atrás, a los movimientos vanguardistas de la década de 1920. Sin embargo, los escritores del boom se declararon huérfanos y sin ningún modelo autóctono, atrapados entre su admiración por Faulker, Proust, Joyce, Mann, Woolf, Kafka, Sartre y otros escritores europeos y su necesidad de tener una voz propia hispanoamericana, aunque rechazando a los más respetados escritores de Hispanoamérica indigenistas, criollistas, y mundonovistas». Antecedentes claros en este sentido fueron La señorita etc. (1922), de Arqueles Vela, y Las lanzas coloradas (publicada en 1931), de Arturo Uslar Pietri, dos de las primeras novelas vanguardistas latinoamericanas.
Los representantes más importantes del boom afirmaron que eran «huérfanos» de generación literaria, sin ningún «padre» latinoamericano de influencia; sin embargo, reconocieron que debían gran parte de su innovación estilística a los vanguardistas. Jean Franco señala como una característica marcada del boom «la negativa a identificarse con narraciones rurales o anacrónicas, como la novela de la tierra».

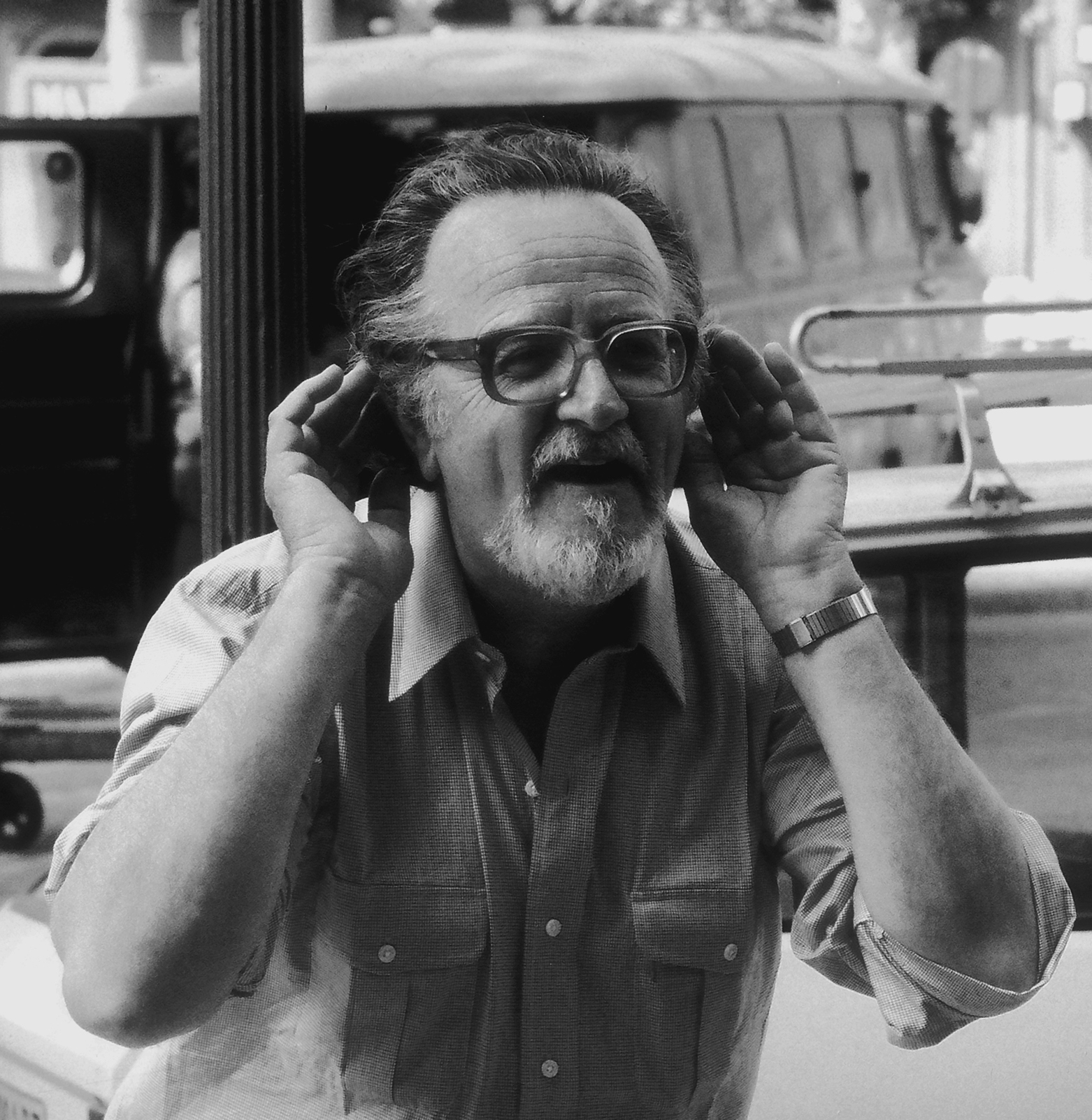
José Donoso, 1981.

Para el escritor chileno José Donoso, el hecho de vivir dos años en Buenos Aires (1958-1960) y presenciar el Congreso de Intelectuales de la Universidad de Concepción, Chile, en 1962; hizo que él empezara a pensar literariamente ya no en términos de «lo nuestro» en cuanto a lo chileno, sino en «lo nuestro» latinoamericano. En dicho Congreso, intervinieron muchos autores como Pablo Neruda, José María Arguedas, José Miguel Oviedo, Augusto Roa Bastos, Pepe Bianco, Carlos Fuentes, Claribel Alegría, Alejo Carpentier, entre otros artistas. Para Donoso, «el tema sobre el cual se volvía y se volvía, y que predominó en forma clara, fue la queja general de que los latinoamericanos conocíamos perfectamente las literaturas europeas y la norteamericana, además de las de nuestros propios países, pero que, incomunicados por la falta de medios para hacerlo y por el egoísmo y la miopía de las editoriales y los medios de difusión, ignorábamos casi completamente las literaturas contemporáneas de los demás países del continente».

## Señas de identidad
Las novelas del boom son esencialmente vanguardistas. Tratan al tiempo de una manera no lineal, suelen utilizar varias perspectivas o voces narrativas y cuentan con un gran número de neologismos (acuñaciones de nuevas palabras o frases), juegos de palabras e incluso blasfemias. Como escribió el escritor Pope, el estilo del boom «se basaba en una superposición cubista de diferentes puntos de vista, cuestionaba el tiempo y el progreso lineales y era técnicamente complejo. Lingüísticamente segura de sí misma, utiliza la lengua vernácula, sin excusas». Otras características notables del boom son el tratamiento de los escenarios rurales y urbanos, el internacionalismo, el énfasis tanto en la historia y la política, así como el cuestionamiento de la identidad regional y nacional. La literatura del boom rompe las barreras entre lo fantástico y lo cotidiano, convirtiendo esta mezcla en una nueva realidad. De los escritores del boom, Gabriel García Márquez está más estrechamente relacionado con el uso del realismo mágico; de hecho, se le atribuye el haberlo puesto «de moda» tras la publicación de Cien años de soledad en 1967.

### Realismo mágico
En los extremos de la literatura, Brett Levinson afirma que el realismo mágico, «un modo estético clave dentro de la ficción reciente de América Latina... se materializa cuando la historia de América Latina se revela como incapaz de explicar su propio origen, una incapacidad que tradicionalmente representa... una demanda de un mito: los mitos como un medio para explicar los principios que escapan a la narración de la historia». Los escritos de los Cronistas de Indias, representa lo exótico «nuevo mundo» y sus relatos de la conquista de nuevas tierras extrañas se aceptó como la historia. Estas historias fantásticas a menudo ayudaron a conseguir una nueva estética, que se transformó en el realismo mágico y «(tal como la concibió Alejo Carpentier), el realismo maravilloso y lo real maravilloso. De acuerdo con esta estética, las cosas irreales son tratadas como realistas y las cosas mundanas como elementos irreales., mientras que a menudo se basan en experiencias reales, extrañas, fantástica y legendaria, los pueblos ajustes míticos, especulativo, y los personajes que, aunque plausible, también podría ser irreal, y combinar la verdad, lo imaginario y lo inexistente, de manera tal que son difíciles de separar».

### La ficción histórica
Un interés por la historia es otra característica de las novelas del período de auge. El paradigma de ello es la novela del dictador, donde las figuras y acontecimientos históricos fueron retratados de manera que las conexiones entre ellas y los acontecimientos contemporáneos en América Latina no podían ponerse en duda. Un ejemplo es el de Augusto Roa Bastos Yo el Supremo, que representa en el siglo XIX la dictadura paraguaya de José Gaspar Rodríguez de Francia, pero fue publicado en el apogeo del régimen de Alfredo Stroessner, escribe que «en los novelistas del boom se mostraba una comprensión sofisticada de la capacidad de su género para describir las historias paralelas y alternativas. Y participaron activamente en los debates culturales y políticos de la región que cuestionaron el significado y el valor de la historia».

## Principales representantes
La pregunta de qué autores formaron parte del boom ha sido un tema ampliamente debatido y no resuelto. Aunque los nombres de muchos escritores pueden añadirse a la lista, hay consenso en considerar a cuatro autores como los más representativos.

### Julio Cortázar

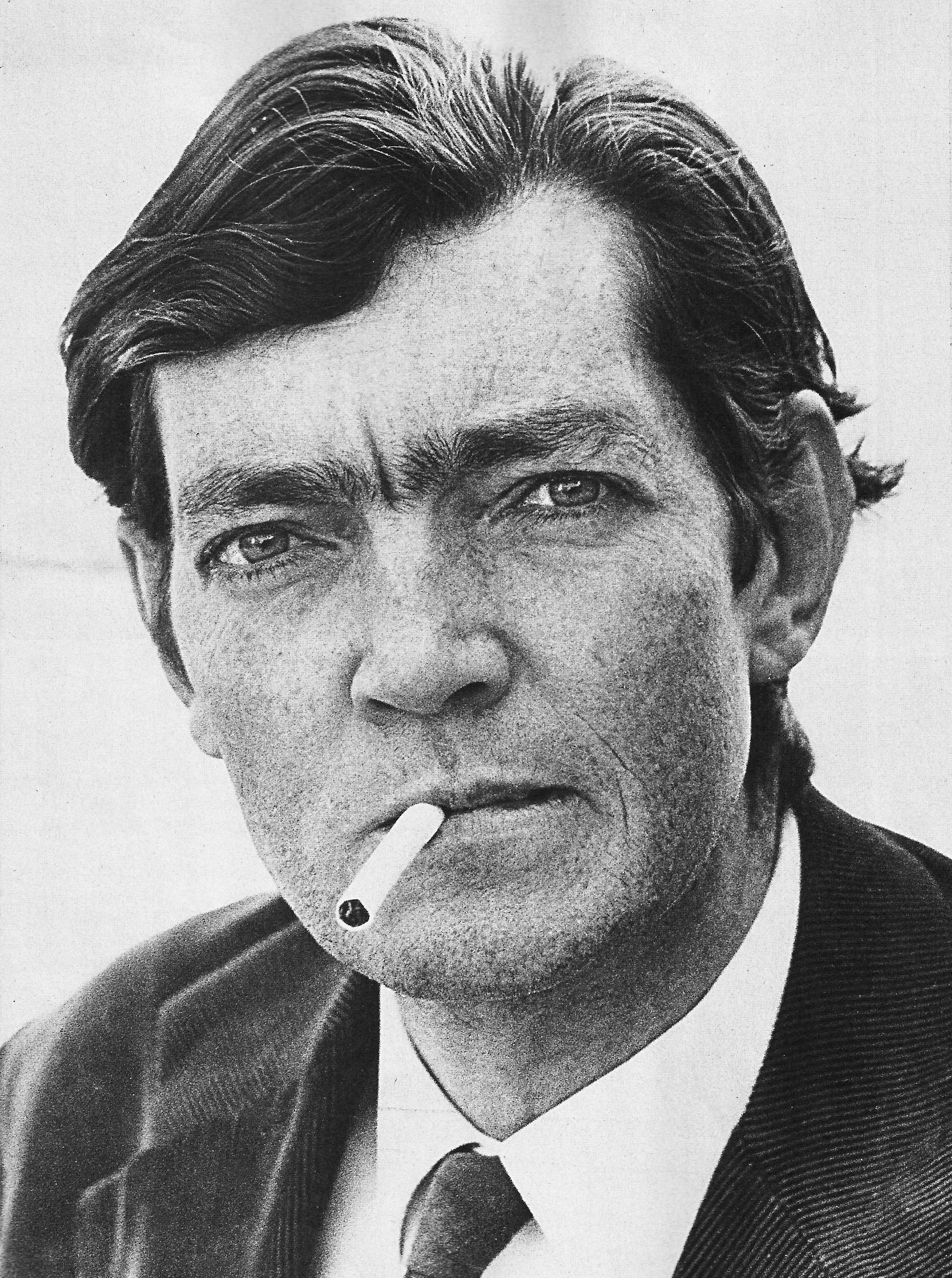
Julio Cortázar.

Julio Cortázar nació en 1914. Vivió con sus padres en Suiza hasta que se mudó a Buenos Aires a la edad de cuatro años. Al igual que otros escritores del boom, Cortázar llegó a cuestionar la política de su país: su oposición a Juan Domingo Perón lo llevó a dejar su puesto de profesor en la Universidad Nacional de Cuyo y en última instancia, a su exilio.
En 1951 se trasladó a París, donde pasó la mayor parte de su vida profesional, y en 1981 se convirtió en ciudadano francés. Como García Márquez, Cortázar apoyó al gobierno cubano de Fidel Castro, al presidente chileno Salvador Allende, y a otros movimientos de izquierda como los sandinistas en Nicaragua.
Entre sus influencias se encuentran Jorge Luis Borges y Edgar Allan Poe. Su obra más importante y la que lo catapultó al reconocimiento internacional, es la novela Rayuela, publicada en 1963. Se compone de 155 capítulos, 99 de los cuales son «fungibles», que se pueden leer en varios pedidos de acuerdo a la predilección de los lectores.
Sus otros trabajos incluyen colecciones de cuentos como Bestiario (1951), Final del juego (1956), Las armas secretas (1959) y Todos los fuegos el fuego (1966). También escribió novelas como Los premios (1960) y Libro de Manuel (1973), y el inclasificable Historias de cronopios y de famas (1962). Falleció en París el 12 de febrero de 1984.

### Carlos Fuentes

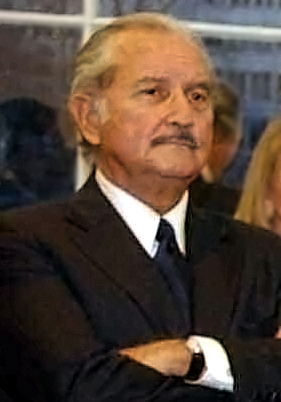
Carlos Fuentes.

Nacido en Panamá de padres mexicanos, en 1928, Carlos Fuentes comenzó a publicar en la década de 1950. Fue hijo de un diplomático mexicano y vivió en ciudades como Buenos Aires, Santiago, Quito, Montevideo y Río de Janeiro, así como Washington D. C. Sus experiencias de lucha contra la discriminación de México en los Estados Unidos le llevó a examinar más de cerca la cultura mexicana. Su novela La muerte de Artemio Cruz (1962) describe la vida de un ex revolucionario mexicano en su lecho de muerte, cambios innovadores que emplean en un punto de vista. Otros trabajos importantes incluyen La región más transparente (1959), Aura (1962), Terra Nostra (1975), y la novela post-boom Gringo Viejo (1985).
Fuentes no solo escribió algunas de las novelas más importantes de la época, también fue un crítico y publicista de Latinoamérica. En 1955, Fuentes y Emmanuel Carballo fueron fundadores de la Revista Mexicana de Literatura, que introdujo los latinoamericanos a las obras modernistas de Europa y las ideas de Jean-Paul Sartre y Albert Camus. En 1969 publicó la obra crítica importante, La nueva novela hispanoamericana. Fuentes ocupó el cargo de profesor de literatura latinoamericana en la Universidad de Columbia (1978) y en Harvard (1987). En una ocasión dijo que «el llamado boom, en realidad, es el resultado de cuatro siglos, literariamente, llegado a un momento de urgencia en que la ficción se convirtió en la manera de organizar las lecciones del pasado». Falleció en México D.F. el 15 de mayo de 2012.

### Gabriel García Márquez

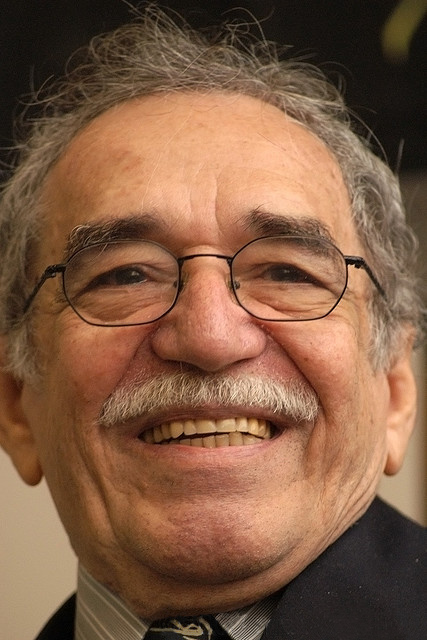
Gabriel García Márquez.

Gabriel García Márquez nació en Aracataca, Colombia, en 1927.
Junto a Mario Vargas Llosa, ha sido quien mayor proyección internacional ha logrado entre los escritores del boom. Gabo, como también se le conocía, empezó como periodista y escribió muchos artículos y relatos cortos, que fueron publicados en el diario El Espectador de Bogotá. Después de residir unos años en Europa, se instaló en la Ciudad de México en 1961, donde residió hasta su fallecimiento.
Es conocido por novelas como El coronel no tiene quien le escriba (1962), Cien años de soledad (1967), El otoño del patriarca (1975), y post-boom, como El amor en los tiempos del cólera (1985), y por haber recibido el Premio Nobel de Literatura en 1982. Ha logrado elogios de la crítica y éxito comercial general, sobre todo por la introducción de lo que se ha denominado realismo mágico en el mundo literario. Narró con métodos tradicionales hechos más o menos ajenos a la realidad, de modo que «lo más espantoso, las cosas más insólitas se dicen con la expresión impasible». Un ejemplo comúnmente citado es el físico y espiritual de ascender al cielo de un personaje, mientras que cuelga la ropa a secar en Cien años de soledad. Esta novela cumbre del escritor colombiano, según estudios actuales, modifica la percepción que tenemos del pasado y construye una nueva mirada sobre el futuro. García Márquez es ahora considerado como uno de los autores más significativos del siglo XX, como lo atestigua el haber sido galardonado con el Premio Nobel de Literatura en 1982. Falleció en México D.F. el 17 de abril de 2014.
El autor es considerado, junto con Manuel Mejía Vallejo y Álvaro Mutis, como un escritor que realizó desde su obra un valioso aporte desde las letras colombianas durante el período denominado boom latinoamericano que está fuertemente influenciado por la presencia de escritores mexicanos, de la talla de Carlos Fuentes y Juan Rulfo. A partir del concepto de campo literario es lícito afirmar que la escritura de autor de Cien años de soledad produjo profundas transformaciones en la literatura del siglo XX.

### Mario Vargas Llosa

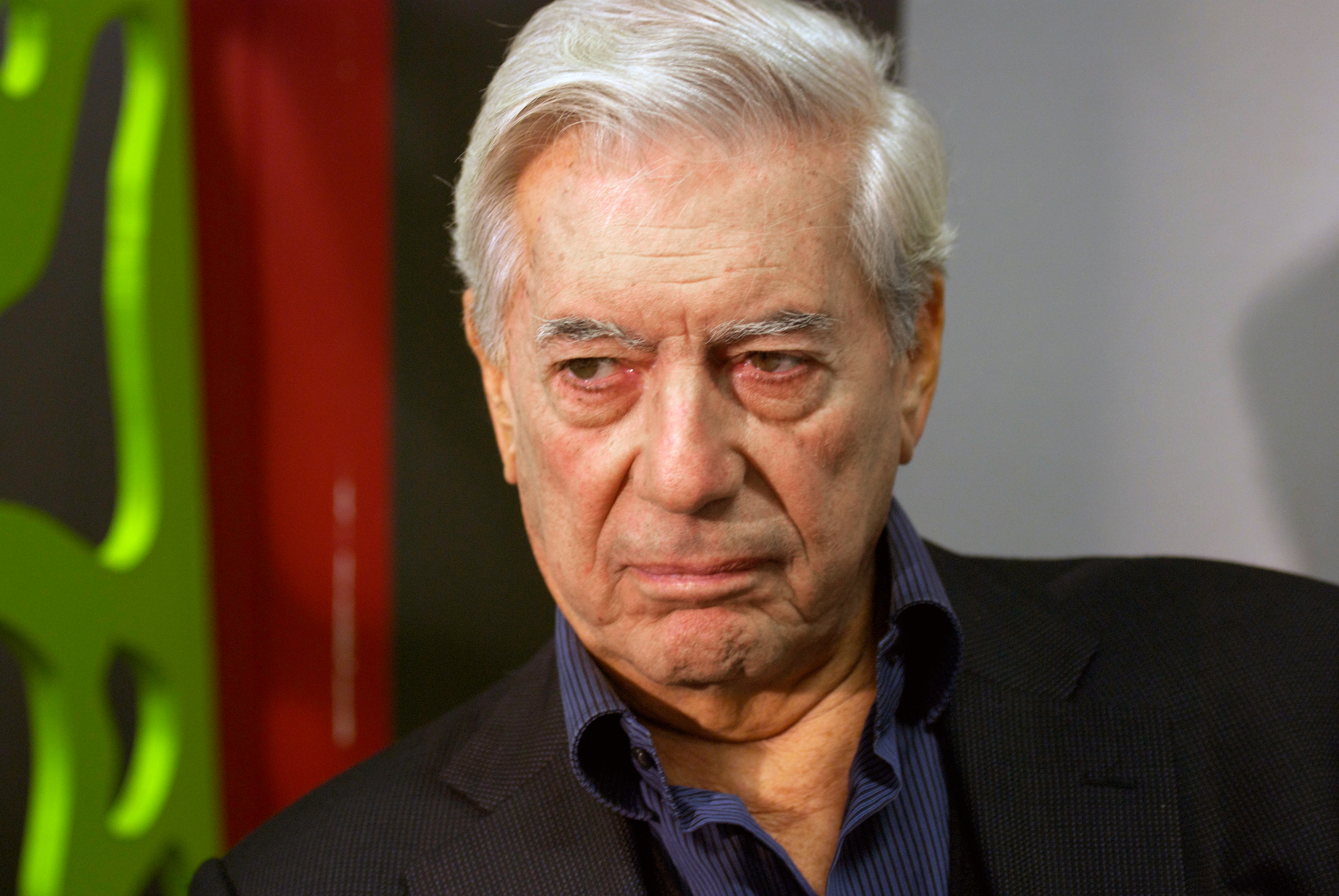
Mario Vargas Llosa.

Mario Vargas Llosa nació en 1936. Natural de Arequipa, contaba también con la nacionalidad española desde 1993. Es uno de los literatos más prolíficos en lengua castellana, desenvolviéndose como novelista, ensayista, cuentista, dramaturgo, periodista y crítico literario y de política. Es, junto a Gabriel García Márquez, quien mayor proyección internacional logró entre los escritores del boom. Estudió en la Universidad de San Marcos de Lima y, posteriormente, obtuvo un doctorado en literatura latinoamericana en España. De hecho, su tesis doctoral fue sobre Gabriel García Márquez: García Márquez: historia de un deicidio.
Vargas Llosa, con solo veintitrés años de edad, publicó su primera obra, el libro de cuentos Los Jefes (1959). Saltó a la fama con su novela La ciudad y los perros (1962), la cual sorprendió por la sofisticación de su técnica narrativa; esta novela es a la vez una mordaz crítica de la crueldad y la corrupción en un colegio militar peruano (y, por extensión, de la sociedad peruana).
Vargas Llosa también escribió La casa verde (1966), Conversación en La Catedral (1969); y en el post-boom, las novelas: Pantaleón y las visitadoras (1973), La tía Julia y el escribidor (1977), La guerra del fin del mundo (1981), Elogio de la madrastra (1988), Los cuadernos de don Rigoberto (1997), La fiesta del chivo (2000), El paraíso en la otra esquina (2003), Travesuras de la niña mala (2006), El sueño del celta (2010) y El héroe discreto (2013). Ha sido galardonado con los más importantes premios y distinciones a escala mundial, y sus libros han sido traducidos a casi todos los idiomas.

Luego de una estancia prolongada por diversas ciudades de Europa, regresó a Perú en 1974, aunque continuó viajando por América y Europa, por razones de su profesión de escritor y docente. Postuló a la presidencia de su país en 1990 que perdió frente al ingeniero Alberto Fujimori. Recogió esta experiencia política en su obra autobiográfica El pez en el agua (1993). 
 Luego pasó a Londres y a España, donde se le concedió la nacionalidad española y fue incorporado como miembro de la Real Academia Española. En 2000, tras la caída de Fujimori, retornó a Perú, pero ha vivido desde entonces alternativamente entre su patria y España.
El 7 de octubre de 2010 se anunció que fue galardonado con el Premio Nobel de Literatura. El escritor tenía 74 años. La Academia sueca justificó el premio por los méritos en su «cartografía de las estructuras del poder y aceradas imágenes de la resistencia, la rebelión y la derrota del individuo». Mario Vargas Llosa fue admitido como miembro de la Academia Francesa de la Lengua en 2023, convirtiéndose en el primer literato que sin haber escrito en idioma francés (aunque lo hablaba con fluidez) ingresó a dicha institución. Falleció en Lima el 13 de abril de 2025.

## La industria editorial y elboom
La industria editorial desempeñó un papel crucial en el advenimiento del boom a escala global, sobre todo Seix Barral, la editorial dirigida por Carlos Barral, y agentes literarios como Carmen Balcells, ambos instalados en Barcelona y con gran proyección en mercados como el francés. Por otra parte las principales casas editoriales con sede en La Habana, Ciudad de México, Buenos Aires, Montevideo, Asunción o Santiago fueron responsables de publicar la mayoría de las novelas del boom, y estas ciudades se convirtieron en centros importantes de innovación cultural.
- Santiago de Chile, es un centro cultural presidido por la crítica de Hernán Díaz Arrieta «Alone», mientras que la generación anterior de Benjamín Subercaseaux, Eduardo Barrios, Marta Brunet y Manuel Rojas fue discretamente sustituida por José Donoso. Otros escritores, como Enrique Lafourcade, tienen un público nacional grande.
- Lima, actualmente se erige como centro de grandes escritores como Alonso Cueto, Gustavo Faverón, Santiago Roncagliolo, Gabriela Wiener, Fernando Iwasaki, Jaime Bayly, José Carlos Yrigoyen, Renato Cisneros, Jorge Eduardo Benavides, Daniel Alarcón, Carmen Ollé, Victoria Guerrero, ganadores de múltiples premios internacionales, algunos voceados para el Nobel en algunos años.
- Cuba es un centro cultural vivo, primero con el grupo de Orígenes, y luego con Lunes de Revolución.[59]
- En Colombia las novelas rurales de Caballero Calderón fueron desplazados por García Márquez, que fue seguido por Álvarez Gardeazábal.[59]
- México continúa con una fuerte tradición de escritores regionalitas y diversas escuelas de la escritura, desde José Emilio Pacheco,Agustín Yáñez a Gustavo Sainz, con novelistas como Luis Spota o Sergio Fernández Cárdenas, el primero de un escritor popular, el otro, un refinado escritor, más conocidos en México que en el extranjero.[36]

En parte el boom se debe al renovado interés de las agencias literarias y editoriales españolas por los autores hispanoamericanos, en especial en ciudades como Barcelona, que dinamizaron el mercado americano. Señala Alejandro Herrero-Olaizola que los ingresos generados por la publicación de estas novelas dio un generoso impulso a la economía de la edición española, aun cuando las obras fueran sometidas a la censura de Franco. Algunas de las editoriales de Barcelona como Seix-Barral publicó novelas que incluyen  a Mario Vargas Llosa con La ciudad y los perros (1963) y Pantaleón y las visitadoras (1973) y  a Manuel Puig y La traición de Rita Hayworth (1971). Una figura importante «en la promoción de la literatura latinoamericana en España» (y en otros lugares) fue la «super-agente» literaria Carmen Balcells, a quien Vargas Llosa se refiere como «la Mamá Grande de la novela latinoamericana».

## Crítica
Es corriente achacar al boom una inclinación exagerada a los experimentos narrativos y cierta «tendencia al elitismo». En su estudio sobre el Post-Boom, Donald L. Shaw escribió que Mario Benedetti fue muy crítico con escritores del boom como García Márquez, quienes, para él, «representan una clase privilegiada que tenía acceso a la cultura universal y, por tanto, fueron completamente no representativos de la gente promedio en América Latina». Por otra parte, Swanson, en su artículo sobre José Donoso, articula otra censura a la «nueva novela» (es decir, novela boom): «Aunque era esencialmente una reacción frente a un estancamiento percibe en el realismo convencional, muchos de los experimentos y las innovaciones formales de la ficción moderna se han convertido en características estándar de la escritura moderna, dando lugar a otra forma de tradicionalismo, donde un conjunto de estereotipos se ha sustituido por otro». También criticó a menudo el sexismo que representa el hecho de que todos los representantes del movimiento fueron varones y el tratamiento de los personajes femeninos en las novelas. El énfasis que el boom hizo en los temas históricos y fantásticos también ha sido objeto de críticas, ya que, se alegó, estarían demasiado alejados de la dramática realidad de la situación política de América Latina de que se criticara. Por otra parte Angel Rama discrimina en su crítica al boom y expone por lo menos dos aspectos que es necesario revisar: el primero tiene que ver con «la lista» selecta que cada uno tiene sobre quienes pertenecen al boom, aclarando que el boom sólo se refiere a la narrativa y, por lo tanto, es una lista reductora; el segundo aspecto tiene que ver con un criterio cuantitativo: pertenecen al boom quienes más venden.

## Impacto
El boom tuvo un impacto inmediato, ya que cambió la forma en que la cultura latinoamericana fue vista en todo el mundo. Por supuesto, la traducción desempeña un papel importante en el éxito de los escritores del boom, ya que otorgó al conjunto una audiencia mucho mayor. Es más, estos autores, en general bastante jóvenes, siguieron produciendo novelas durante cuatro décadas y el auge abrió la puerta a nuevos escritores de América Latina en el escenario internacional. Una prueba del impacto global del boom fue el hecho de que los escritores jóvenes tuvieron a Fuentes, García Márquez o Vargas Llosa como mentores. Uno de los traductores más destacados al inglés fue Gregory Rabassa (1922-2016).

### El Post-Boom
Desde la década de 1980 se hizo común hablar de escritores post-boom, la mayoría de los cuales nacieron durante los años 1940, 1950 y 1960. Este se puede decir que se denominó así principalmente al ser después del boom, pero también como para no ser suficiente para alcanzar el prestigio de estar dentro del boom. Es difícil situar claramente el post-boom «como muchos de sus escritores se activa antes del final del boom». De hecho, algunos escritores, como José Donoso, se podría decir que pertenecen a ambos movimientos. Su novela El obsceno pájaro de la noche (1970) se considera, como señala Philip Swanson, «uno de los clásicos del boom». Su obra posterior, sin embargo, se adapta con mayor comodidad en el post-boom. Manuel Puig y Severo Sarduy se consideran escritores cuyas obras representan la transición del auge al post-Boom. Es importante señalar que esta inquietud en la categorización se perpetúa por el hecho de que los principales escritores del boom (Fuentes, García Márquez y Vargas Llosa) continuaron escribiendo después del final del boom. En el auge posterior es distinto del boom en varios aspectos, sobre todo en la presencia de las autoras como, Luisa Valenzuela, Giannina Braschi, Cristina Peri Rossi, Elena Poniatowska. Mientras que Valenzuela y Poniatowska, fueron activos escritores durante el período de auge, Isabel Allende se considera «un producto del boom». Shaw también identifica a Antonio Skármeta, Rosario Ferré y Gustavo Sainz como escritores post-boom.

## Consecuencias
Esta transformación contribuyó de igual forma a desarrollar la originalidad y la creatividad
de los escritores, ya que la invariabilidad de las narraciones de esa época, y las rígidas reglas que estaban establecidas, habían hecho dormir muy profundamente a la imaginación.
El boom se considera un movimiento ya superado «supuestamente». El fenómeno del boom explota en España (aunque nace en Latinoamérica) y arrastra consigo a nombres de escritores anteriores a esta explosión que a partir de este momento empiezan a tomar relevancia, como es el caso de Jorge Luis Borges —para muchos el nombre nuclear de la literatura latinoamericana—, Juan Rulfo, Alejo Carpentier y Miguel Ángel Asturias. Además, se establece otro momento que nace después del boom (como consecuencia de este), que ha sido llamado el «Post-Boom», en el cual resuenan los nombres de Alfredo Bryce Echenique, Tomás Eloy Martínez, Laura Esquivel, Luis Sepúlveda, Antonio Skármeta, entre otros.